# Du lịch Ninh Bình

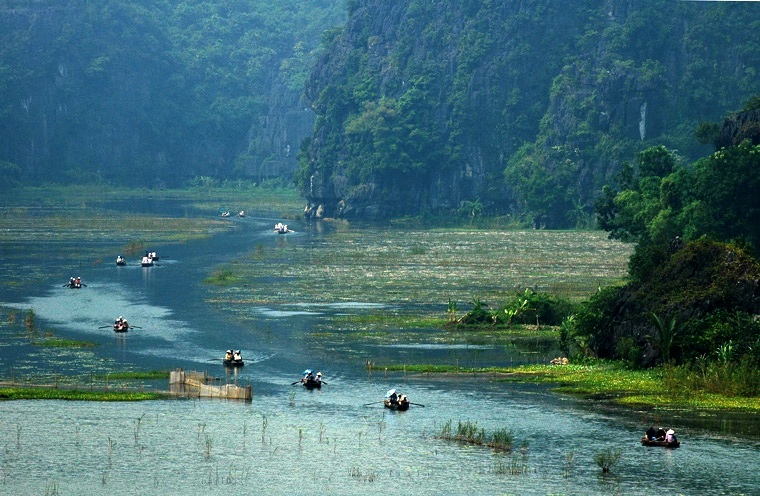
Tuyến du thuyền Tam Cốc trong quần thể di sản thế giới Tràng An

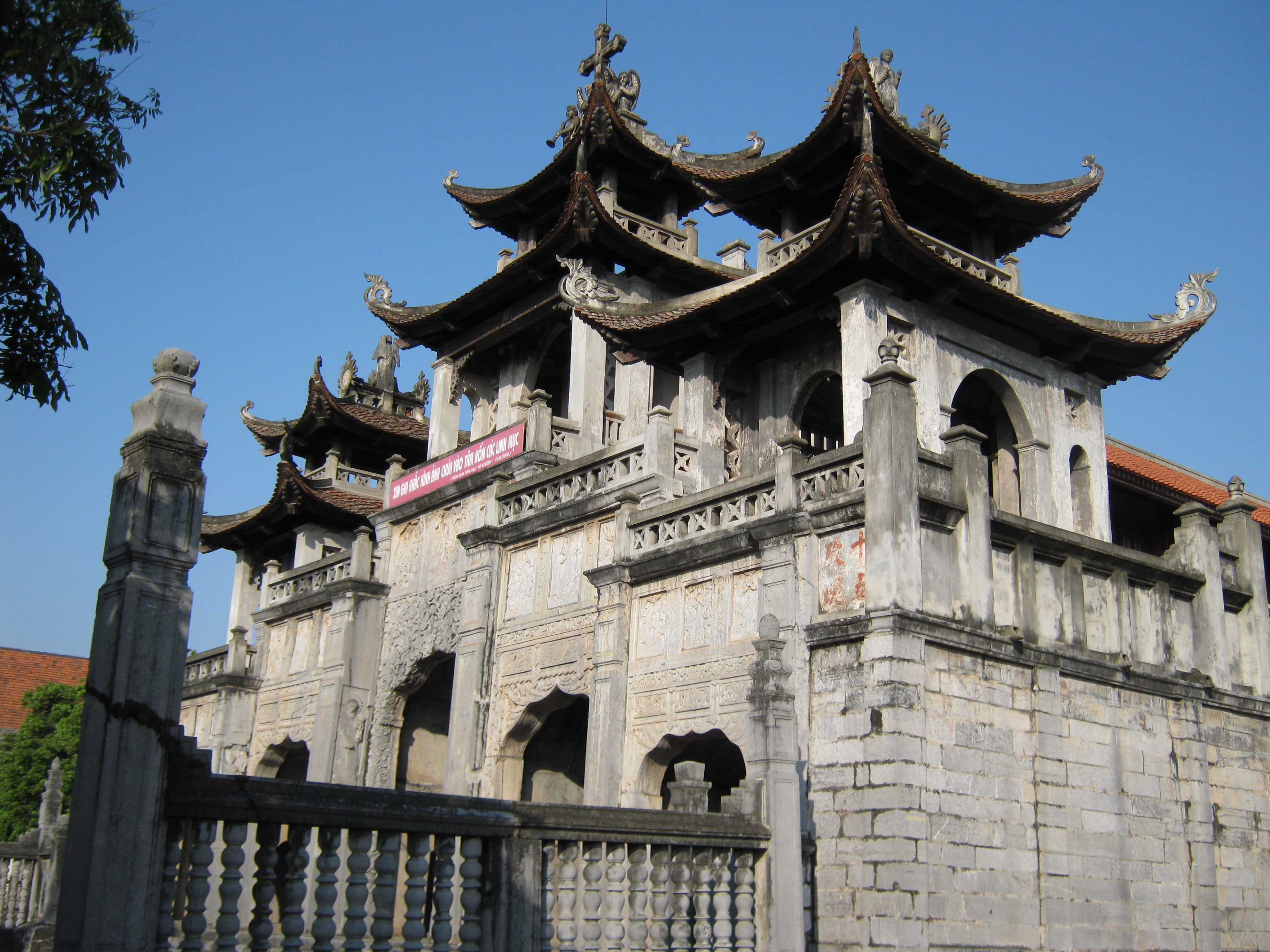
Nhà thờ chính tòa - nhà thờ đá Phát Diệm

Ninh Bình là một trung tâm du lịch lớn của Việt Nam với tiềm năng đa dạng và độc đáo. Nơi đây sở hữu nhiều danh hiệu quốc tế như: Quần thể di sản thế giới Tràng An, khu dự trữ sinh quyển thế giới châu thổ sông Hồng, 2 Khu Ramsar thế giới đầm Vân Long và VQG Xuân Thủy; 4 di sản thế giới phi vật thể và nhiều các địa danh du lịch nổi tiếng khác. Ninh Bình nằm ở vị trí cửa ngõ cực nam của Hà Nội và miền Bắc, nơi có nhiều danh lam thắng cảnh gắn với vùng đất là kinh đô Hoa Lư của Việt Nam từ thế kỷ X, đồng thời là nơi phát tích 4 Vương triều phong kiến liên tiếp Đinh - Lê - Lý - Trần với kỷ nguyên độc lập và phát triển hưng thịnh nhất trong lịch sử Việt Nam. Ninh Bình sở hữu hơn 5000 di tích các loại. Quy hoạch tổng thể phát triển du lịch Việt Nam xác định Ninh Bình là một trung tâm du lịch cấp quốc gia và là một cực tăng trưởng trong tam giác du lịch phía Bắc gồm: Hà Nội - Quảng Ninh - Ninh Bình.

## Tổng quan

### Tiềm năng
Ninh Bình có địa hình chuyển tiếp từ núi rừng xuống châu thổ sông Hồng, với địa hình karst được các biến đổi địa chất theo thời gian và phù sa bồi đắp đã tạo ra vô số các hang động, đầm hồ, núi ngập nước có giá trị phát triển du lịch như các khu du lịch Tràng An, Tam Cốc - Bích Động, Khu bảo tồn thiên nhiên Vân Long. Ninh Bình hội tụ đầy đủ các yếu tố của một Việt Nam thu nhỏ: có rừng, núi, sông, biển với các khu bảo tồn thiên nhiên, vườn quốc gia, khu dự trữ sinh quyển thế giới, khu du lịch quốc gia, di sản thế giới.
Ninh Bình là mảnh đất giàu tiềm năng du lịch văn hóa vì đây từng là kinh đô của Việt Nam ở thế kỷ X, quê hương phát tích bốn triều đại Đinh - Lê - Lý - Trần mà bằng chứng để lại là hàng loạt các đền chùa, đình đài, di tích lịch sử. Trong kháng chiến chống ngoại xâm nơi đây có phòng tuyến Tam Điệp, chiến khu Quỳnh Lưu, hành cung Vũ Lâm, hành cung Thiên Trường thời Trần và là địa bàn trọng yếu của chiến dịch Hà Nam Ninh lịch sử. Ngoài ra Ninh Bình còn là trung tâm tôn giáo lớn với quần thể dày đặc các chùa và nhà thờ phân bố khắp tỉnh.

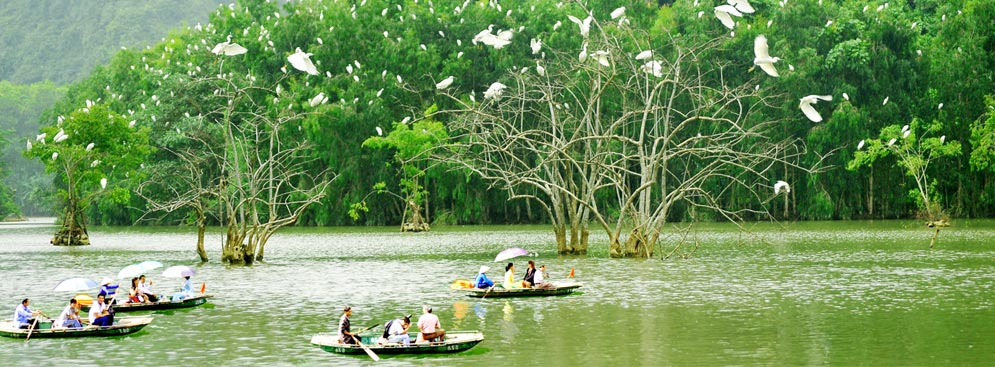
Khu du lịch sinh thái vườn chim Thung Nham cách thành phố Hoa Lư khoảng 12 km về phía đông, nằm trọn trong vùng lõi của quần thể danh thắng Tràng An, cạnh khu du lịch nổi tiếng Tam Cốc - Bích Động.

Ngoài ra, Ninh Bình có lợi thế về địa lý: cửa ngõ miền Bắc, nằm trên hệ thống giao thông xuyên Việt với nhiều đường cao tốc đi qua. Sự phát triển du lịch Ninh Bình nằm trong tổng thể phát triển du lịch của Việt Nam đã hình thành một tam giác tăng trưởng du lịch của miền Bắc: Hà Nội - Quảng Ninh - Ninh Bình qua Quốc lộ 1, quốc lộ 10 và các sân bay Cát Bi, Nội Bài, hệ thống cảng biển, cảng sông. Thủ đô Hà Nội là một trong những đầu mối của du lịch Việt Nam. Ninh Bình có ưu thế rõ rệt về không gian và thời gian của vùng phụ cận Hà Nội nên không bị tính mùa vụ trong du lịch chi phối. Dân số đô thị châu thổ sông Hồng lớn cũng tạo cho Ninh Bình một lợi thế to lớn phát triển du lịch cuối tuần.
Tính đến năm 2025, Ninh Bình hơn 5000 di tích trong đó 283 di tích được xếp hạng quốc gia, 08 di tích cấp quốc gia đặc biệt quan trọng là các di tích thuộc Quần thể di tích Cố đô Hoa Lư; Danh thắng Tràng An-Tam Cốc-Bích Động; di tích lịch sử và thắng cảnh Núi Non Nước ; chùa Đọi Sơn, đền Trần Thương, đền Trần - chùa Phổ Minh, chùa Keo Hành Thiện và đền Xám. Đặc biệt, Quần thể danh thắng Tràng An được công nhận là di sản thiên nhiên và văn hóa thế giới - là di sản thế giới kép đầu tiên và duy nhất ở Đông Nam Á. Ninh Bình cũng là địa bàn có nhiều di tích khảo cổ học thuộc các thời kỳ văn hóa Tràng An, Hòa Bình, Bắc Sơn, Đa Bút và Đông Sơn.

### Phát triển

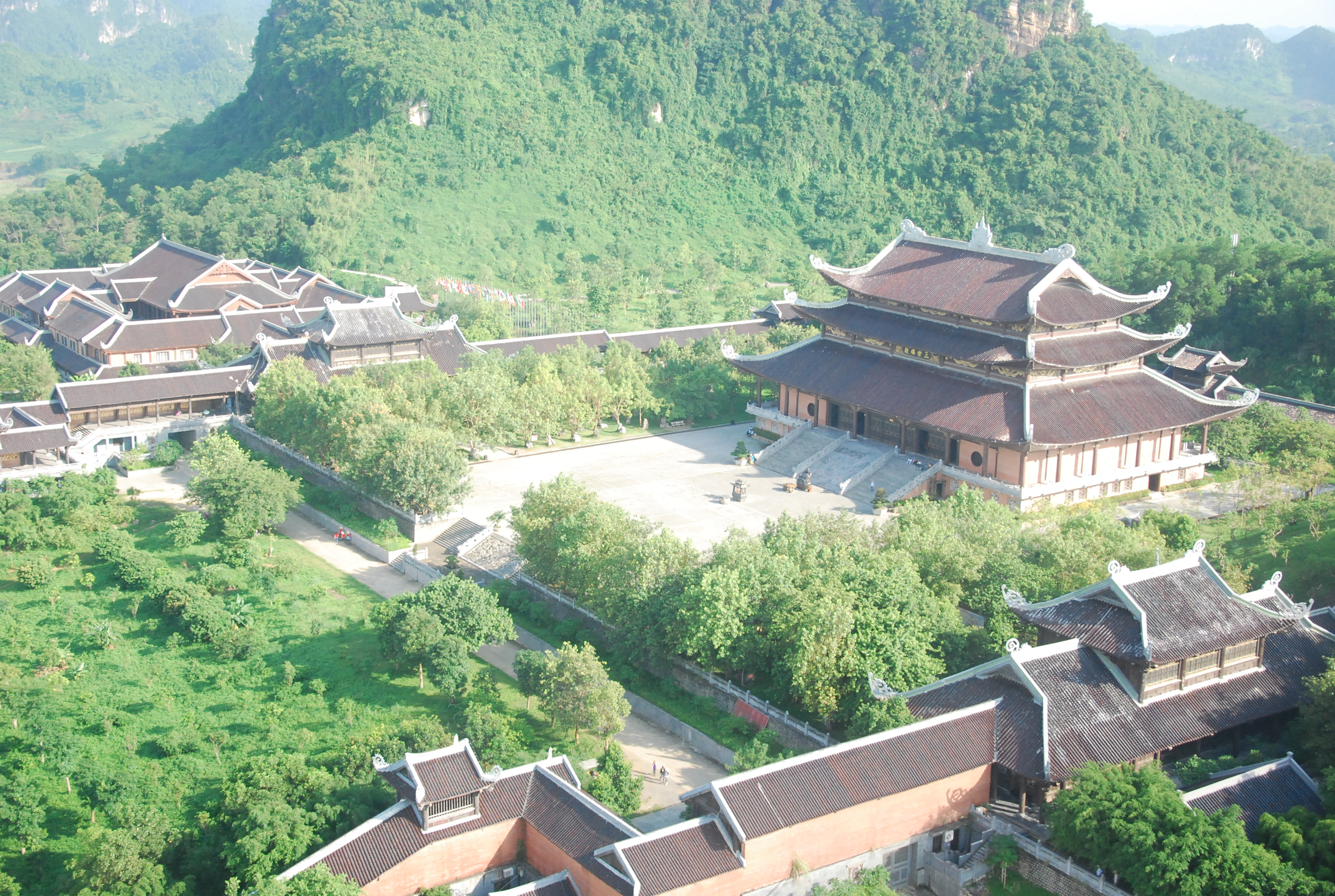
Một góc kiến trúc chùa Bái Đính

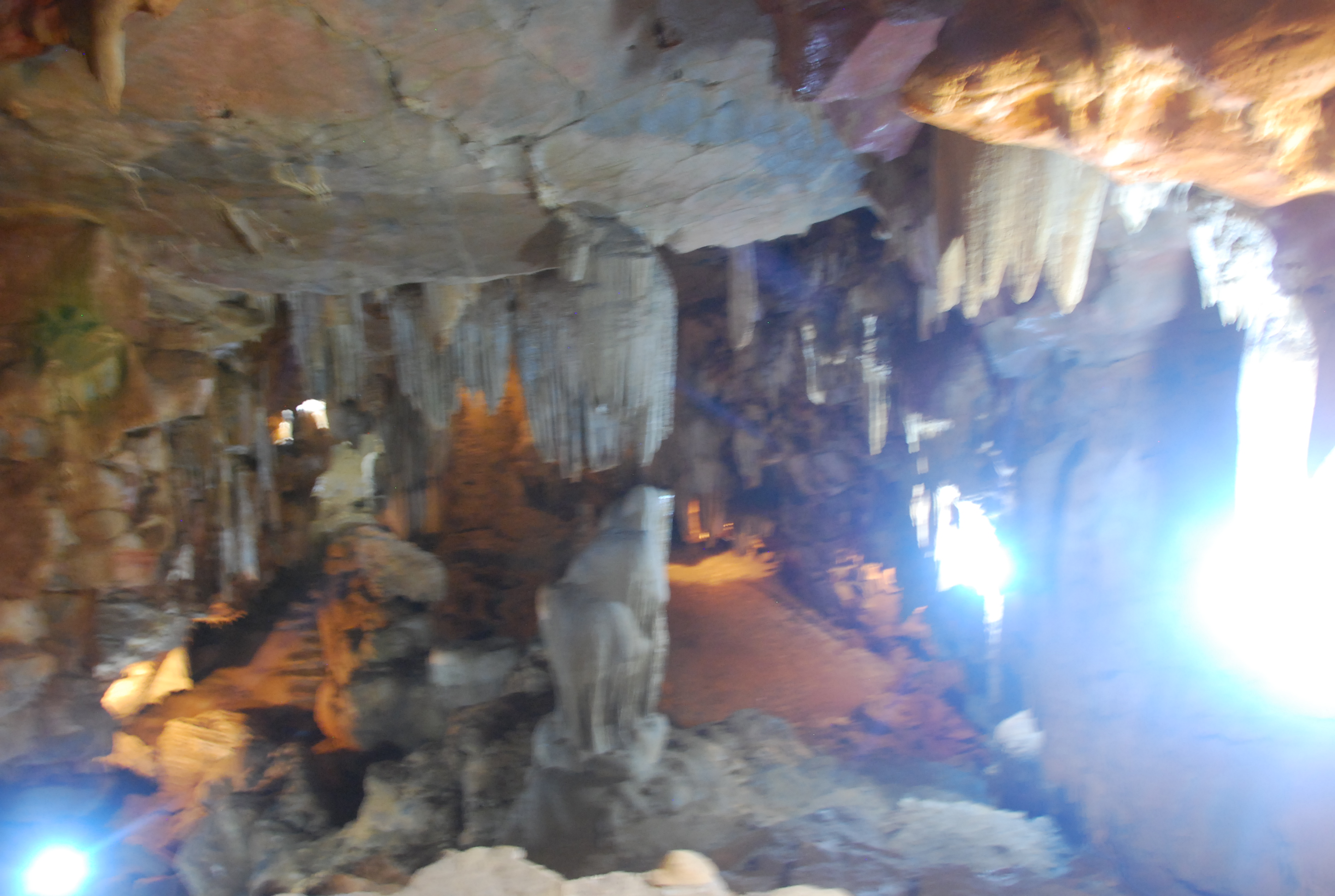
Ninh Bình có nhiều hang động đẹp như động Vân Trình, động Thiên Hà, động Vái Dời, động Tiên

Theo Quy hoạch tổng thể phát triển du lịch Việt Nam đến năm 2030, tầm nhìn đến năm 2045. Tam giác động lực tăng trưởng du lịch Ninh Bình - Hà Nội và Hải Phòng + Quảng Ninh được xác định là các trung tâm du lịch cấp quốc gia ở miền Bắc. Ninh Bình có 3 khu du lịch Tràng An, Tam Chúc và Kênh Gà - Vân Trình là khu du lịch quốc gia; vườn quốc gia Cúc Phương và khu bảo tồn thiên nhiên Vân Long là 2 điểm du lịch quốc gia.
Ninh Bình là một trong những điểm đến hàng đầu Việt Nam và được nhận nhiều giải thưởng danh giá từ các tổ chức và chuyên trang quốc tế, nổi bật như: Năm 2023, Ninh Bình đoạt Giải thưởng Đánh giá của khách du lịch, là đại diện duy nhất của Việt Nam lọt vào top 10 điểm đến thân thiện nhất thế giới. Tạp chí Forbes (Mỹ) bình chọn Ninh Bình là một trong 23 điểm đáng đến nhất thế giới. Năm 2024, Ninh Bình đứng vị trí thứ 4 trong "Top 10 kỳ quan thế giới dành cho những người không thích đám đông"; top 10 trải nghiệm cuốn hút nhất thế giới.Top 10 trải nghiệm cuốn hút nhất năm 2024; Quần thể danh thắng Tràng An được bình chọn là “điểm đến có ảnh hưởng trên thế giới”. Giải thưởng thường niên Traveller Review Awards 2023, Ở hạng mục 10 điểm đến thân thiện nhất thế giới, Ninh Bình đứng thứ 7, là đại diện duy nhất của Việt Nam và châu Á.
Cảnh đẹp Ninh Bình là phim trường của nhiều bộ phim Hollywood nổi tiếng như: "Pan và vùng đất Neverland”, "Người Mỹ trầm lặng", "Kong: Đảo Đầu lâu”,...  Năm 2022, Tạp chí Du lịch và giải trí (Mỹ) xếp Ninh Bình vào danh sách 12 địa điểm quay phim đẹp nhất châu Á.

## Loại hình du lịch thế mạnh

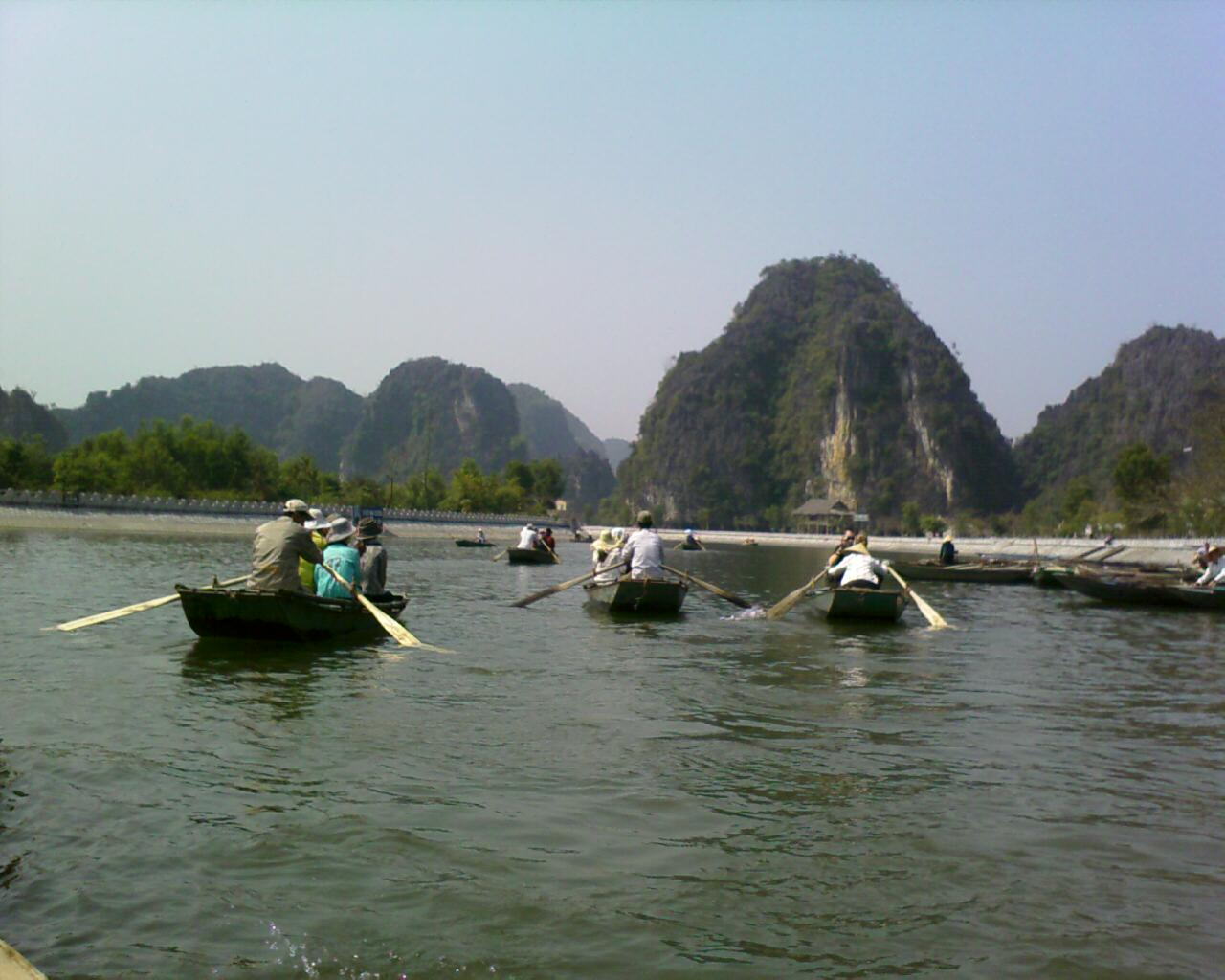
Một bến thuyền ở khu du lịch Tam Cốc - Bích Động

### Di tích lịch sử văn hóa
Các khu di tích lịch sử văn hóa, lịch sử cách mạng, di tích kiến trúc nghệ thuật và khảo cổ học tiêu biểu như:
- Quần thể di tích Cố đô Hoa Lư được công nhận là di tích quốc gia đặc biệt quan trọng với 47 di tích trong đó có: Đền Vua Đinh Tiên Hoàng, đền Vua Lê Đại Hành, động Thiên Tôn, đền thờ Công chúa Phất Kim, các đền phủ ở Tràng An, động Hoa Lư, sông Sào Khê, phủ Vườn Thiên, động Am Tiên, hệ thống chùa cổ Hoa Lư...
- Khu di tích quốc gia đặc biệt Đền Trần (Nam Định) là nơi thờ tự 14 vị vua  nhà Trần; gồm có: đền Trần được xây dựng từ thời Hậu Lê, đền Cố Trạch thờ Trần Hưng Đạo, được dựng từ thời Nguyễn và chùa Phổ Minh với Tháp Phổ Minh được bảo tồn khá nguyên vẹn từ thời Trần.
- Các di tích quốc gia đặc biệt: núi Non Nước, đền Trần Thương, đền Xám, hành cung Vũ Lâm,...
- Các di tích lịch sử văn hóa khác: phòng tuyến Tam Điệp, cửa Thần Phù, đền Hậu Trần, đền Thánh Nguyễn, đền Trúc - Ngũ động sơn, Đền Lăng, Bát Cảnh Sơn, đền Vân Thị, Nhà thờ họ Trương Việt Nam,...
- Di tích lịch sử cách mạng: Khu căn cứ cách mạng Quỳnh Lưu, di tích Cửa hàng cắt tóc dưới hầm, cửa hàng ăn uống dưới hầm, khu chỉ huy của Nhà máy liên hợp Dệt Nam Định, khu di tích phố Hàng Thao, hầm chỉ huy Thành ủy Nam Định, đình chùa Cổ Viễn, đình Triều Hội,...

### Du lịch tâm linh - tôn giáo
Ninh Bình một một trung tâm phật giáo lớn của Việt Nam, nơi đây cũng được coi là kinh đô công giáo với địa danh Bùi Chu - Phát Diệm và là trung tâm của Tín ngưỡng thờ Mẫu Việt Nam, nơi đây rất phát triển loại hình du lịch hành hương tâm linh, tôn giáo, tiêu biểu như:
- Khu du lịch Tam Chúc với điểm nhấn là quần thể chùa lớn nhất thế giới, một điểm đến trong trục du lịch tâm linh trọng điểm của Việt Nam.
- Khu văn hóa tâm linh núi chùa Bái Đính với chùa Bái Đính cổ (có đền thánh Nguyễn Minh Không, các hang động thờ Mẫu, thờ Phật, thờ Thần Cao Sơn…) và khu chùa Bái Đính là ngôi chùa sở hữu nhiều kỷ lục nhất Việt Nam.
- Phủ Dầy gồm Phủ Chính (còn gọi là Phủ Tiên Hương), Phủ Vân Cát, Lăng Mẫu Liễu Hạnh là di tích trung tâm của Tín ngưỡng thờ Mẫu Việt Nam, các di tích khác trong hệ thống Tam Phủ như: Phủ Quảng Cung, Phủ Đồi Ngang, đền Dâu, đền Quán Cháo, đền Cô Đôi Thượng Ngàn,...
- Quần thể nhà thờ Phát Diệm với 9 nhà thờ có kiến trúc độc đáo kết hợp hài hoà giữa truyền thống và hiện đại được ví như kinh đô công giáo của Việt Nam, là kỳ quan thiên chúa giáo hấp dẫn ở Ninh Bình.
- Các công trình kiến trúc tâm linh, tôn giáo nổi tiếng khác như: chùa Bích Động, chùa Đọi Sơn, Chùa Keo Hành Thiện, chùa Địch Lộng, chùa Kim Ngân, chùa Duyên Ninh, chùa Non Nước, chùa Dầu, chùa Bà Đanh, chùa Đùng, Đan viện Thánh Mẫu Châu Sơn Nho Quan, Nhà thờ chính tòa Bùi Chu, đền Lảnh Giang, Nhà thờ Khoái Đồng, Nhà thờ Lớn Nam Định, Vương cung thánh đường Sở Kiện...

### Du lịch sinh thái - hang động
Ninh Bình có đầy đủ các dạng địa hình: rừng, núi, đồng bằng, biển cả. Thiên nhiên Ninh Bình đa dạng đã tạo nên những khu du lịch nổi tiếng như:
- Khu du lịch vườn quốc gia Cúc Phương với các loại hình: sinh thái, môi trường; nghiên cứu khoa học, đa dạng sinh học, khảo cổ học; du lịch thể thao, mạo hiểm; đêm lửa trại và tìm hiểu văn hoá Mường.
- Khu bảo tồn thiên nhiên Vân Long với loại hình du lịch trên đầm sinh thái, cảnh quan ngập nước.
- Khu du lịch Kênh Gà - Vân Trình là khu Ramsar thế giới với suối nước nóng Kênh Gà, động Nham Hao và động Vân Trình.
- Khu du lịch Tam Cốc - Bích Động với nhiều tuyến du thuyền trên sông và các điểm hang động, di tích lịch sử như Tam Cốc, chùa Bích Động, đền Thái Vi, động Thiên Hà...
- Khu du lịch sinh thái Tràng An với hệ thống rừng đặc dụng trên núi đá vôi, các hang động và di tích lịch sử như phủ Khống, đền Trần, đền Trình,... cùng với các danh thắng thuộc quần thể di sản thế giới Tràng An đã được UNESCO công nhận là di sản thế giới năm 2014.
- Khu du lịch sinh thái Thung Nham - Vườn Chim với các điểm du lịch sinh thái như vườn chim tự nhiên, cây đa di chuyển, rừng đặc dụng và các điểm tham quan hang động như động Vái Giời, động ông Bụt, động Tiên Cá, động Thủy Cung...
- Công viên động vật hoang dã quốc gia Việt Nam là nơi bảo tồn và phát triển nguồn gien các loài động vật quý hiếm với khoảng 3.000 cá thể thuộc 250 loài, cung cấp dịch vụ du lịch, vui chơi giải trí.
- Khu du lịch sinh thái nghỉ dưỡng và leo núi Hang Múa được xây dựng như một Vạn Lý Trường Thành thu nhỏ ở Việt Nam.
- Các ngọn núi tự nhiên: núi Ngọc Mỹ Nhân, núi Non Nước, núi Kỳ Lân, đỉnh Mây Bạc, núi Mèo Cào, kẽm Trống, đèo Ba Dội...
- Các hang động đẹp: chùa Địch Lộng, động Vân Trình, động Thiên Hà, động Mã Tiên, động Bích Động, động Tam Giao, động Vái Giời, động Tiên Cá, động Thủy Cung, động Trà Tu, động Thiên Tôn, động Tiên, động Nham Hao, động Ngọc Cao, hang Bụt, hang Sinh Dược, hang Múa là những điểm du lịch với thời gian tham quan ngắn.
- Khu dự trữ sinh quyển châu thổ sông Hồng với du lịch sinh thái đồng quê và cảnh quan phù sa cửa sông - ven biển. Các điểm du lịch ở đây có: VQG Xuân Thủy, Bãi ngang, cồn nổi, cồn mờ, đảo Nẹ, rừng ngập mặn Kim Sơn, chợ thủy sản Kim Đông.

### Du lịch nghỉ dưỡng - tắm biển
Sở hữu bờ biển dài 90 km với nhiều bờ cát thoải, phẳng và đón thẳng hướng gió Đông - Nam, Ninh Bình có tiềm năng phát triển du lịch biển nổi trội với các bãi tắm như:
- Biển Quất Lâm: thuộc xã Giao Ninh, là nơi có bờ cát trắng mịn với đường bờ biển dài hơn 4km, du khách trải nghiệm các hoạt động vui chơi trên biển, và du ngoạn trải nghiệm cuộc sống của ngư dân biển.
- Biển Xương Điền: thuộc xã Hải Tiến, biển Xương Điền có mặt biển dốc và sóng mạnh, là điểm đến lý tưởng để ngắm bình minh, hoàng hôn và chụp ảnh.
- Biển Thịnh Long: thuộc xã Hải Thịnh, là nơi có bờ cát trắng mịn trải dài 2km, và không bị ảnh hưởng bởi gió Lào như biển miền Trung nên bầu không khí nơi đây lúc nào cũng mát mẻ và dễ chịu, cực kỳ lý tưởng cho bạn nghỉ dưỡng.
- Biển Rạng Đông: bờ biển Rạng Đông gắn với rừng ngập mặn gây ấn tượng với du khách bằng khung cảnh nguyên sơ, hữu tình và nhiều trải nghiệm thú vị.
- Biển Cồn Nổi: thuộc xã Kim Đông, là vùng bãi ngang và Cồn Nổi có tiềm năng rất lớn về du lịch sinh thái đồng quê, là nơi cư trú của 200 loài chim quý hiếm được ghi trong sách đỏ thế giới như: cò thìa, mòng bể, rẽ mỏ thìa, cò trắng bắc, ... Sinh cảnh đặc sắc nơi đây là những cánh rừng ngập mặn rộng hàng ngàn ha, đầm lầy mặn, bãi bồi ven biển và cửa sông với khung cảnh thiên nhiên hoang dã được công nhận là khu dự trữ sinh quyển thế giới.

Các hồ nước tự nhiên đã đưa vào phát triển du lịch giải trí thể thao: 
- hồ Đồng Chương,
- hồ Yên Quang với loại hình du lịch nghỉ dưỡng, cuối tuần;
- hồ Yên Thắng, hồ Đồng Thái còn có thêm loại hình du lịch thể thao.

## Văn hóa Ninh Bình

### Lễ hội
Ninh Bình có hơn 800 lễ hội truyền thống, chủ yếu diễn ra ở mùa xuân. Các lễ hội tiêu biểu như: Lễ hội chùa Bái Đính; Lễ hội đền Trần; Lễ hội động Hoa Lư; lễ hội Phủ Dầy, Lễ hội Tịch điền Đọi Sơn; Lễ hội đền Thái Vi; Lễ hội Tràng An; Lễ hội đền Trần Thương; Lễ hội đền Nguyễn Công Trứ; Lễ hội chùa Cổ Lễ, Lễ hội chùa Tam Chúc, Lễ hội đền Lảnh Giang,...

### Di sản phi vật thể
Ninh Bình có các di sản được ghi danh trong danh mục di sản văn hóa phi vật thể quốc gia là
- Khu vực Ninh Bình cũ có 11 di sản: Lễ hội Hoa Lư, Nghề đá mỹ nghệ Ninh Vân, Nghệ thuật Hát Xẩm, Lễ hội làng Bình Hải, Mo Mường, Nghề thêu ren Ninh Hải, nghề Cói Kim Sơn, Lễ hội Báo Bản làng Nộn Khê, lễ hội đền Thánh Nguyễn và Nghệ thuật Chèo, lễ hội bánh dày đình Lục Giáp.[9]
- Khu vực Hà Nam cũ có 14 di sản:  Lễ hội đền Trần Thương, đền Lảnh Giang, đền Bà Vũ, chùa Đọi Sơn, chùa Bà Đanh, Lễ Tịch điền Đọi Sơn, Lễ hội vật võ Liễu Đôi, dệt lụa Nha Xá, thêu ren Thanh Hà, làm trống Đọi Tam, Nghi lễ Chầu văn của người Việt; Múa hát Dậm Quyển Sơn, Múa hát Lải Lèn và Hát Trống quân Liêm Thuận.[10]
- Khu vực Nam Định cũ có 12 di sản: hát ca trù, nghi lễ chầu văn, lễ hội Phủ Dầy, Lễ hội Đền Trần, Lễ hội chùa Keo Hành Thiện, nghề sơn mài Cát Đằng, phở Nam Định,...[11]

### Ẩm thực Ninh Bình

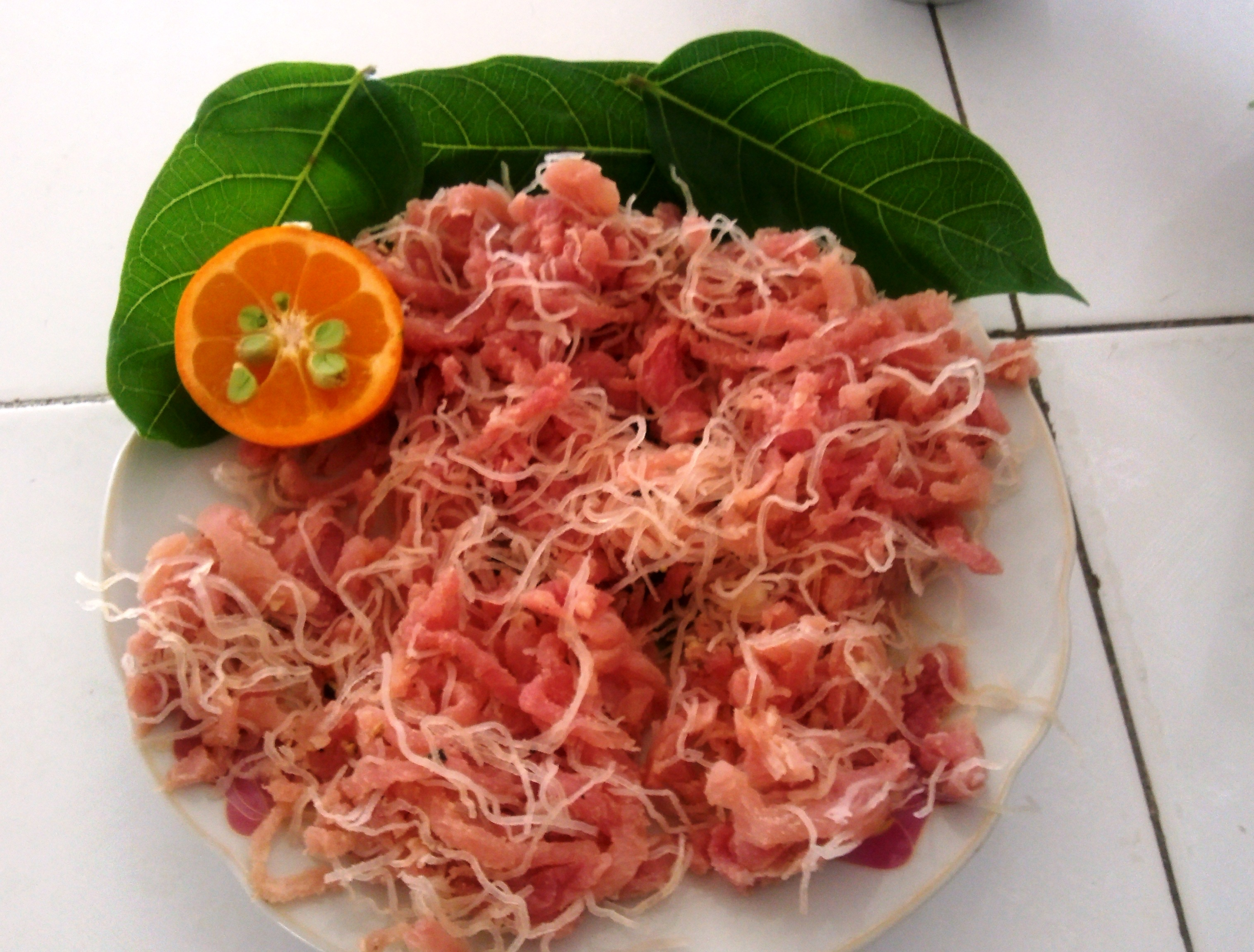
Đặc sản nem chua Yên Mạc

- Thịt dê núi Ninh Bình: là đặc sản độc đáo và nổi tiếng nhất của Ninh Bình với đặc trưng địa hình núi đá. Loại đặc sản này phát triển mạnh ở các khu du lịch và Quốc lộ 1.
- Rượu Kim Sơn: là đặc sản làng nghề vùng biển huyện Kim Sơn.
- Cá rô Tổng Trường và cá tràu tiến vua là đặc sản của vùng núi đá hang động Tràng An của cố đô Hoa Lư.
- Cơm cháy Ninh Bình: là đặc sản ẩm thực cùng thịt dê núi, còn có tên gọi là "nhất hưởng thiên kim".
- Các đặc sản khác: dứa Đồng Giao, bún mọc Quang Thiện, nem Yên Mạc, mắm tép Gia Viễn, cá chuối nướng Vân Long, rượu cần Nho Quan, khoai Hoàng Long, miến lươn Phát Diệm.

### Làng nghề truyền thống
Theo Sở Công thương Ninh Bình, toàn tỉnh hiện có 60 làng nghề truyền thống, trong đó có 36 làng nghề được UBND tỉnh Ninh Bình công nhận (gồm có 16 làng nghề chế biến cói, 5 làng nghề chế tác đá mỹ nghệ, 4 làng nghề thêu ren, 5 làng nghề mây tre đan, 1 làng nghề sản xuất cốt chăn bông, 2 làng nghề bún, 2 làng nghề mộc, 1 nghề làng gốm mỹ nghệ).
Ngành Du lịch Ninh Bình có kết nối tour đến các điểm làng nghề truyền thống đặc trưng của địa phương như:
- Nghề đá mỹ nghệ Ninh Vân: nghề đá phát triển mạnh ở Ninh Vân, Hoa Lư với các sản phẩm ở cố đô Hoa Lư và khắp Việt Nam như tượng đài Lê Lợi ở Thanh Hóa, tượng đá Quang Trung ở Bình Định, tượng đài chiến sĩ ở Đồng Lộc v.v.
- Làng hoa Ninh Phúc ở phường Đông Hoa Lư với đa dạng các loài hoa cung cấp cho khu vực miền Bắc và Bắc Trung Bộ. Những loài hoa áp đảo về số lượng ở Ninh Phúc là các giống hoa ly, cúc, dơn, hồng. Nhiều loài hoa khác cũng có mặt ở làng hoa Ninh Phúc như: hoa huệ, hoa violet, hoa lan, hoa tulip, hoa đồng tiền, hoa cẩm tú,...
- Làng nghề cói Kim Sơn: sản xuất các loại đồ dùng, hàng xuất khẩu và phục vụ khách du lịch.
- Làng nghề thêu ren Văn Lâm ở khu du lịch Tam Cốc – Bích Động là làng nghề truyền thống phát triển từ thời nhà Đinh với Tổ nghề là hoàng hậu Nguyễn Thị Sen.
- Làng nghề đào phai Đông Sơn tập trung nhiều làng nghề trồng hoa đào phai ở phường Trung Sơn, Tam Điệp cung cấp số lượng lớn hoa đào rừng, đào bích, đào phai cho khu vực Nam Bắc Bộ và Hà Nội.
- Các làng nghề khác: làng nghề Phúc Lộc sản xuất đồ gỗ, làng đá cảnh Bình Khang…

## Hình ảnh

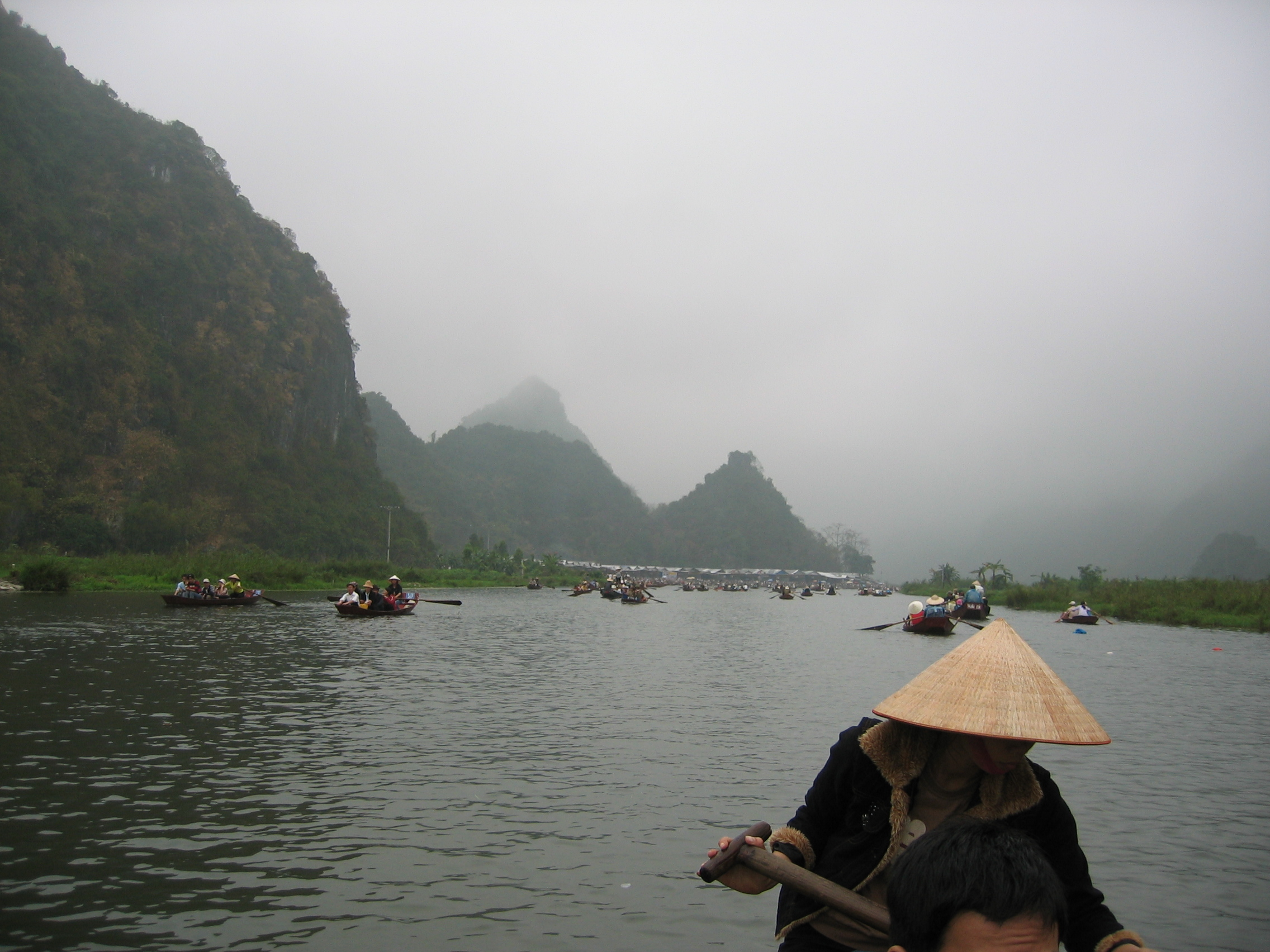
Tam Cốc - Bích Động
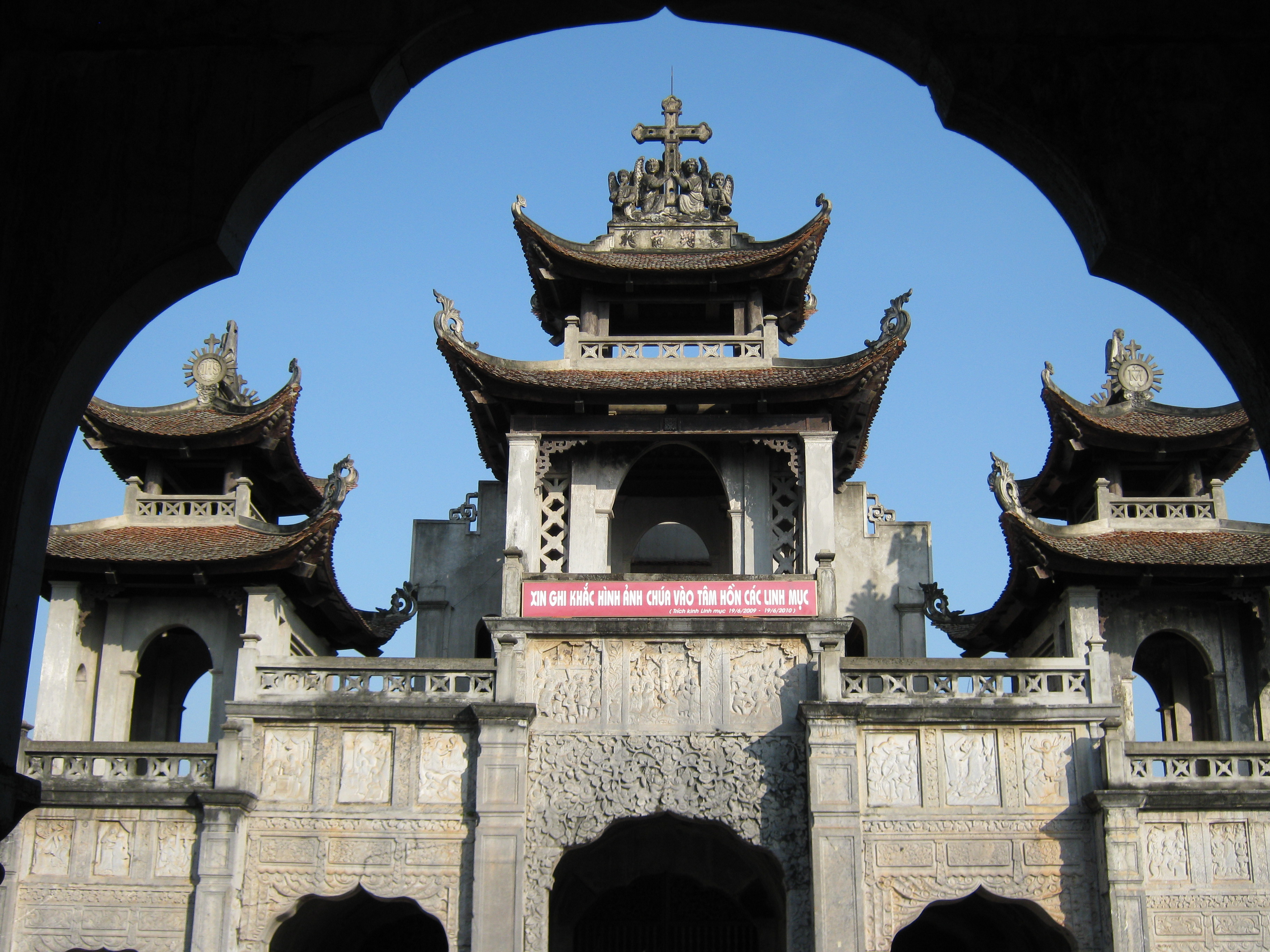
Nhà thờ Phát Diệm
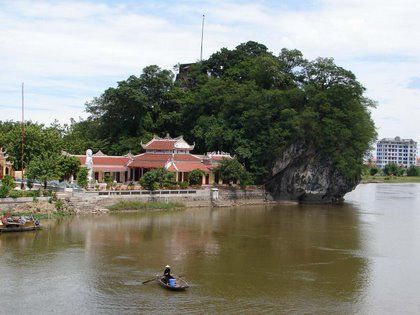
Núi Non Nước
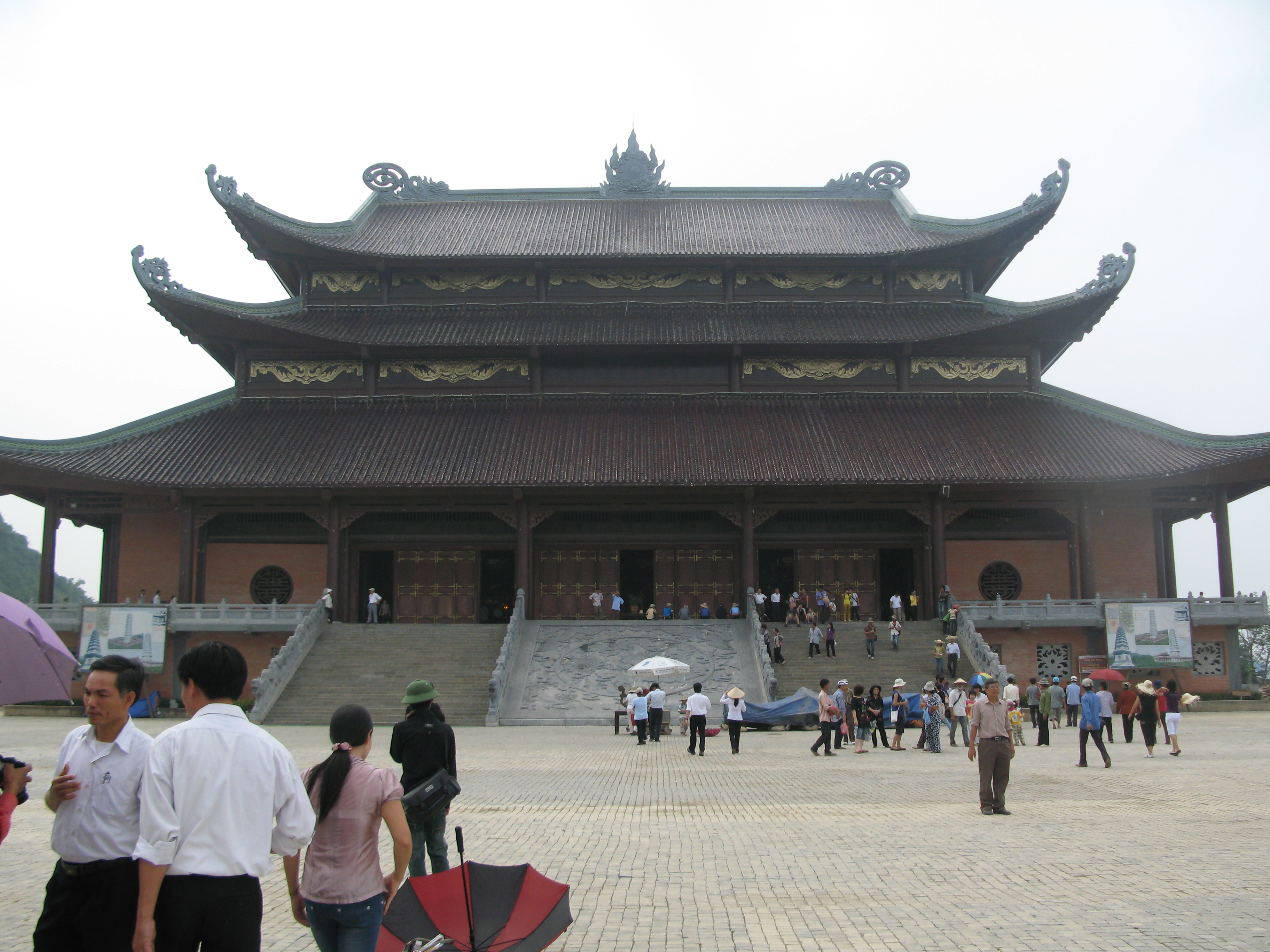
Chùa Bái Đính
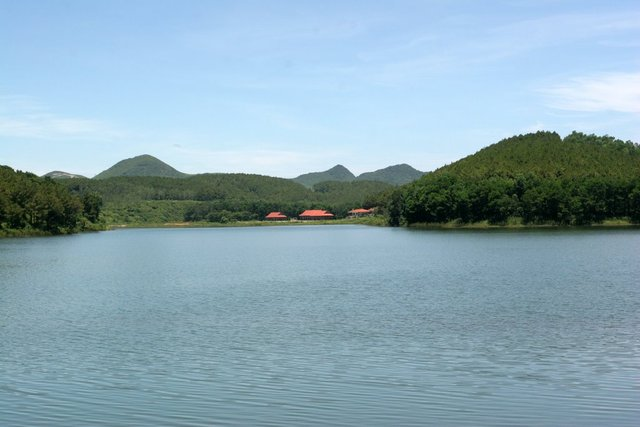
Hồ Đồng Chương
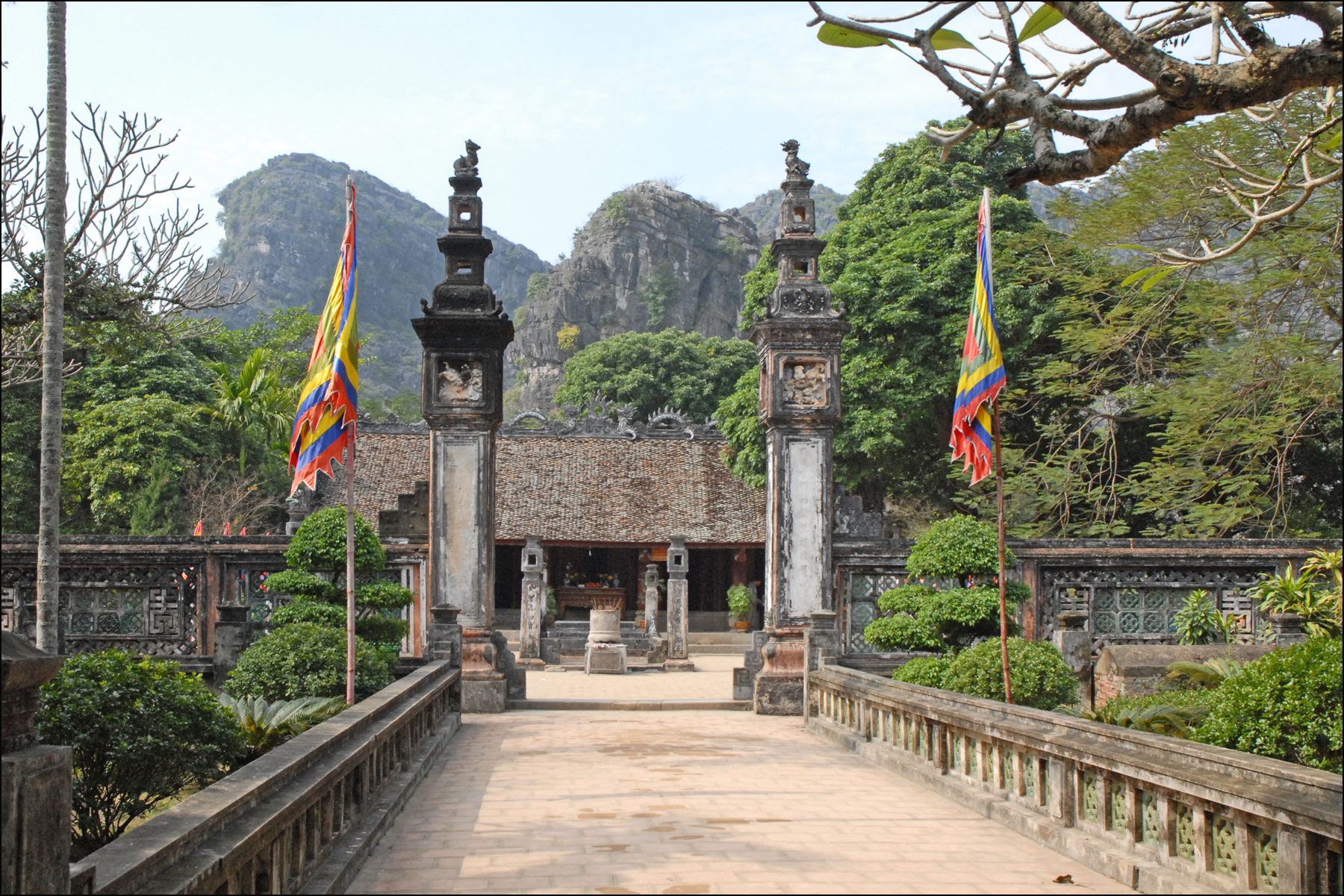
Đền Vua Đinh Tiên Hoàng
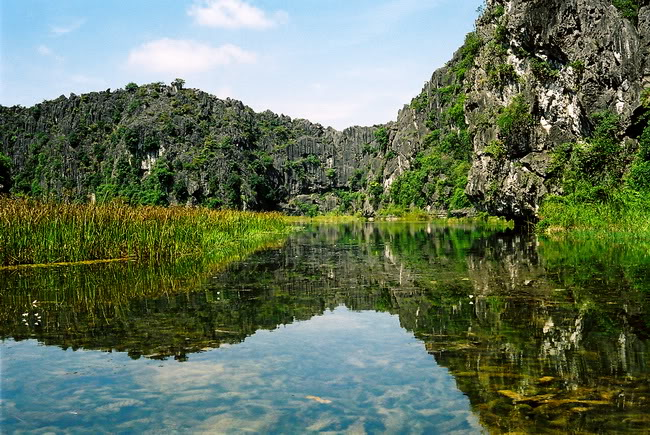
Khu bảo tồn Vân Long
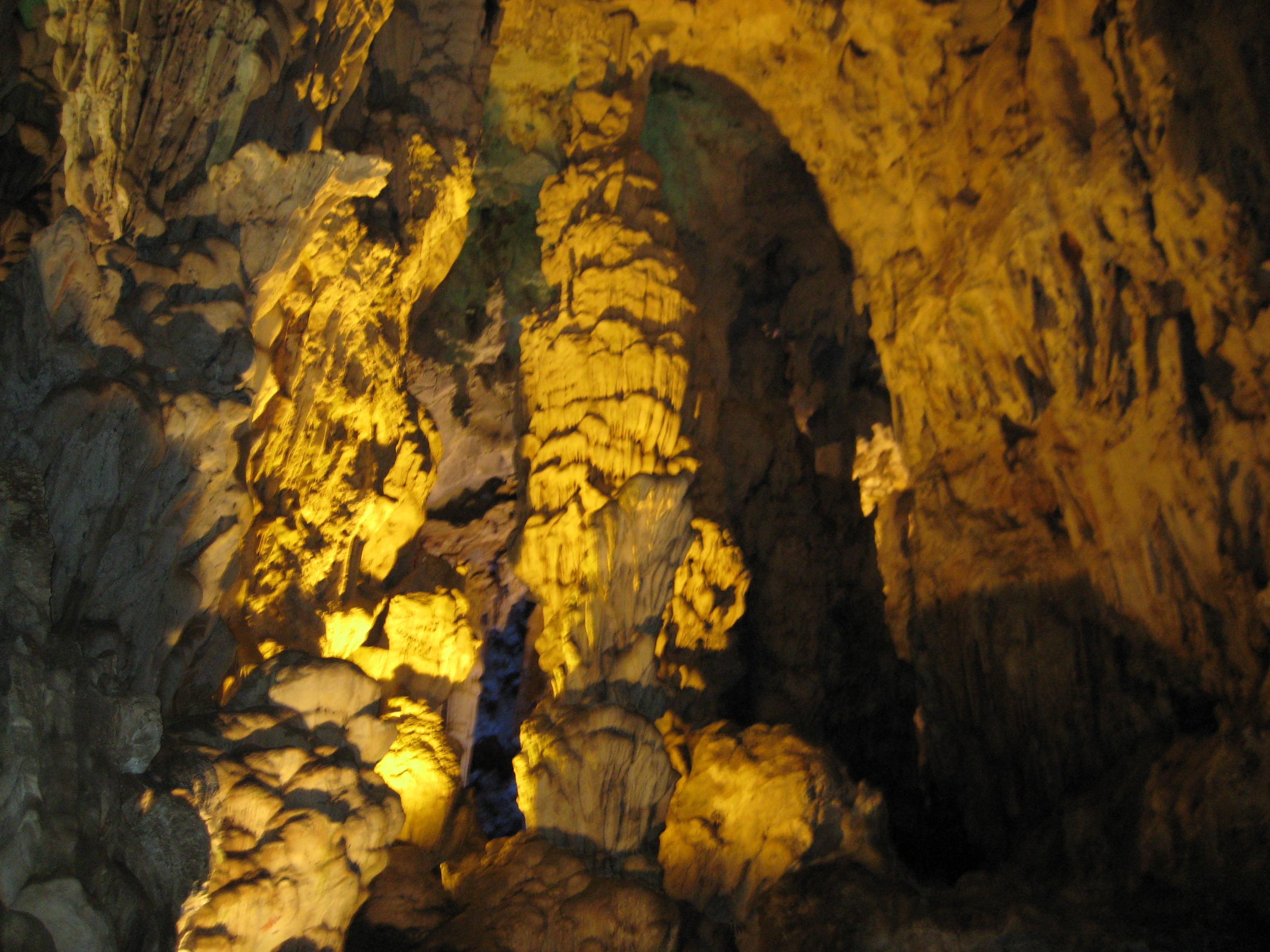
Động Vân Trình
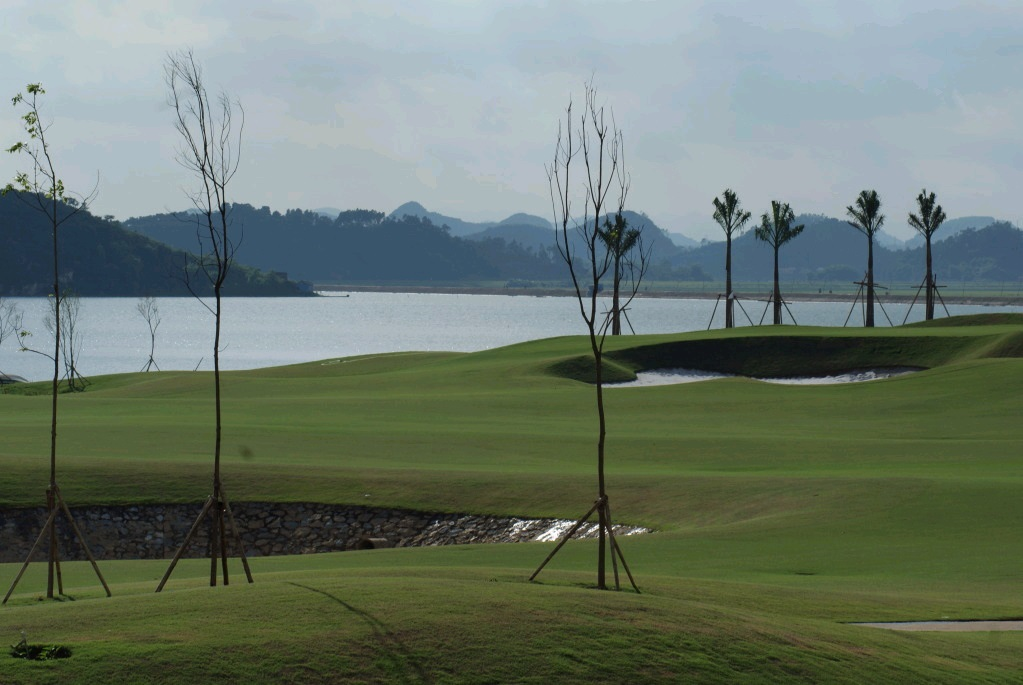
Sân golf Hoàng Gia
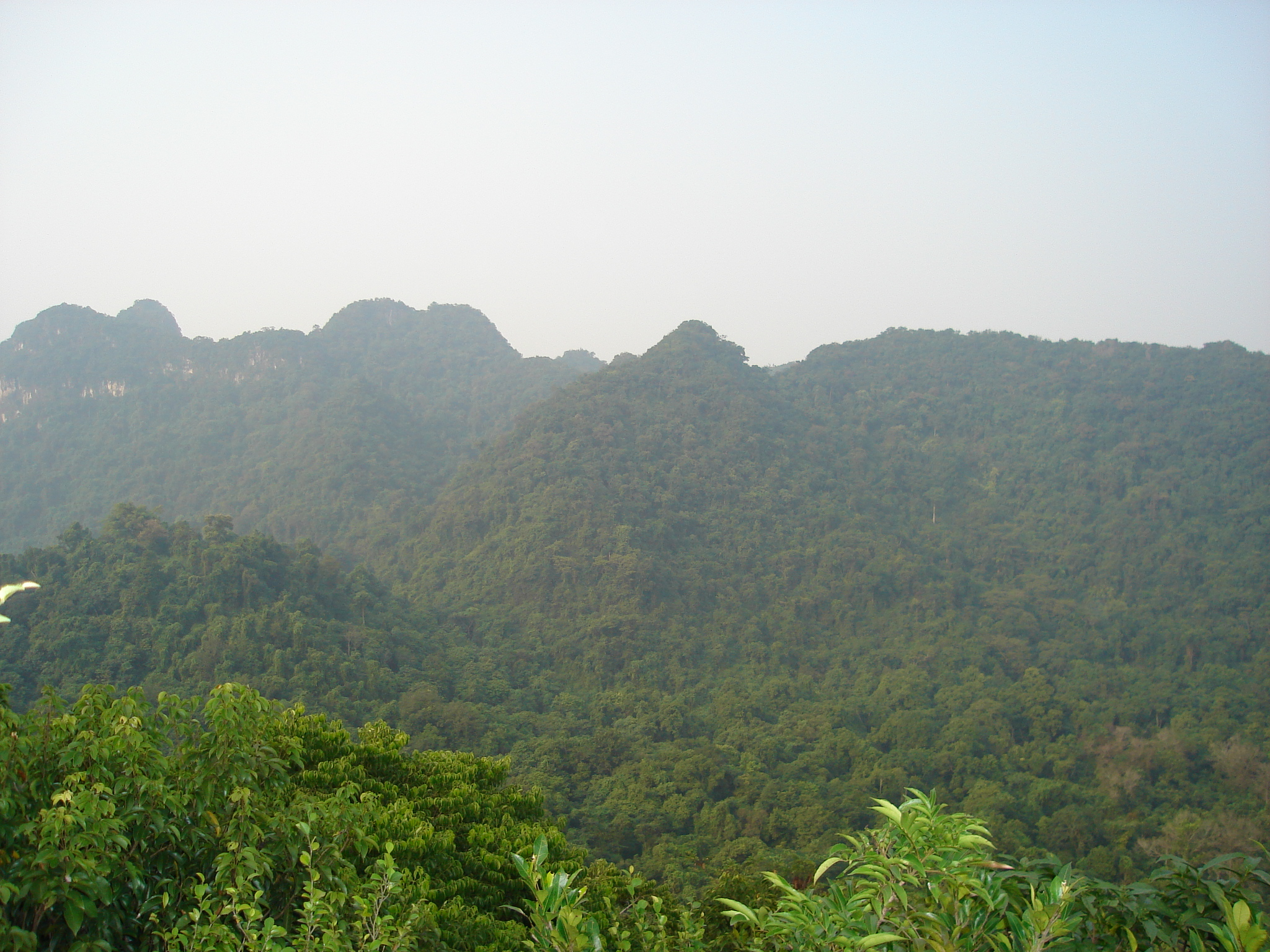
Vườn quốc gia Cúc Phương
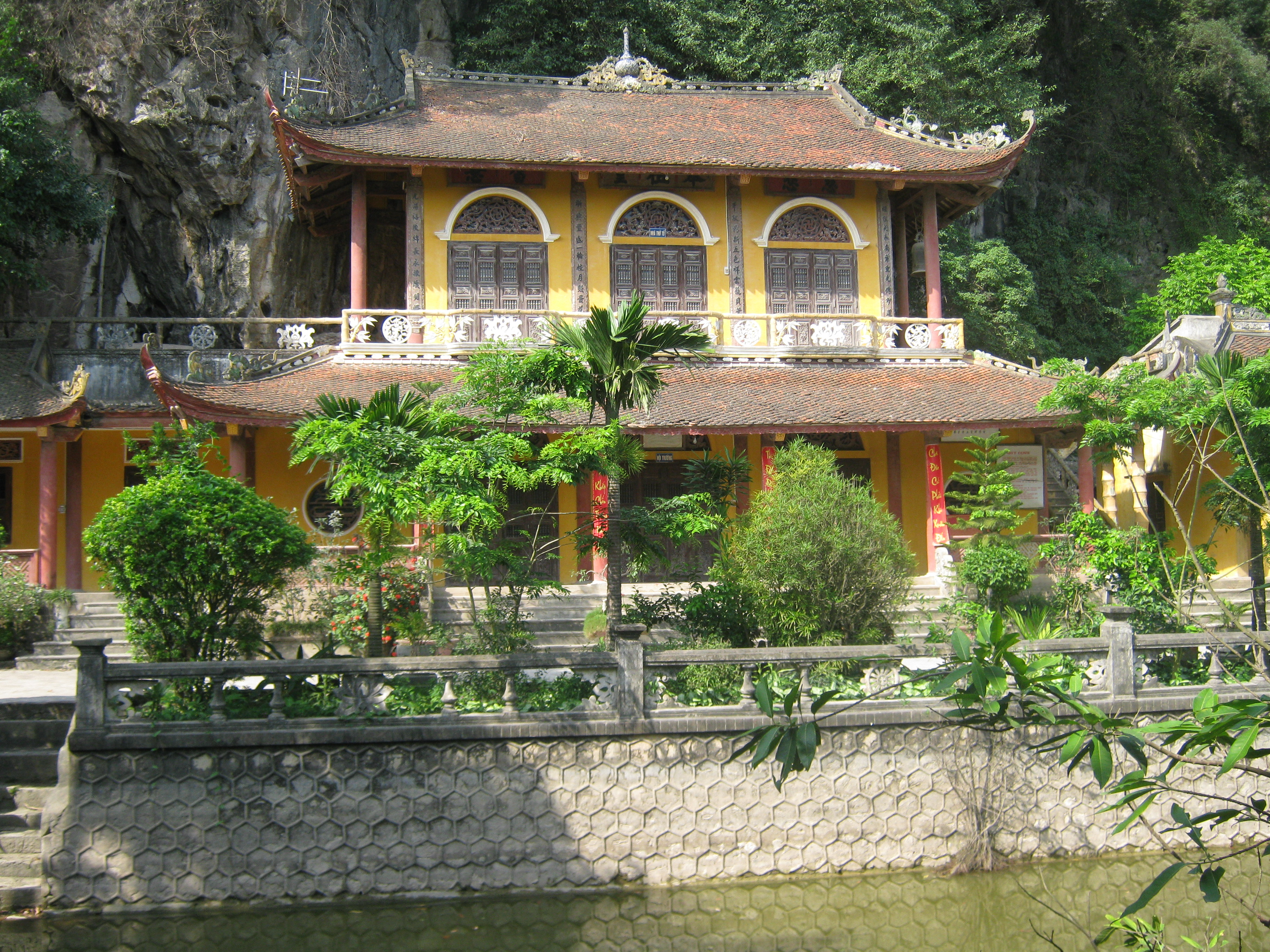
Chùa Địch Lộng
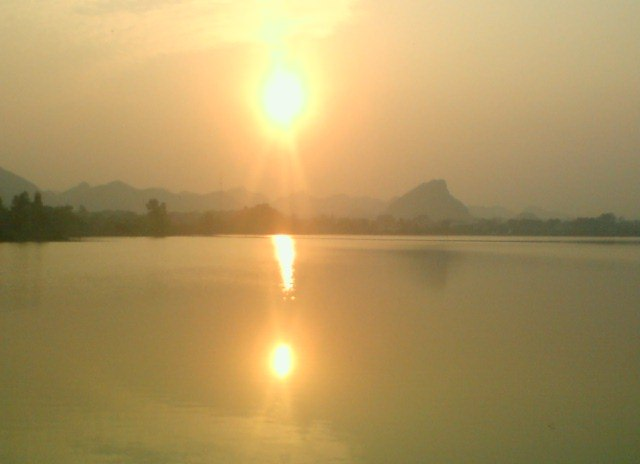
hồ Đồng Thái
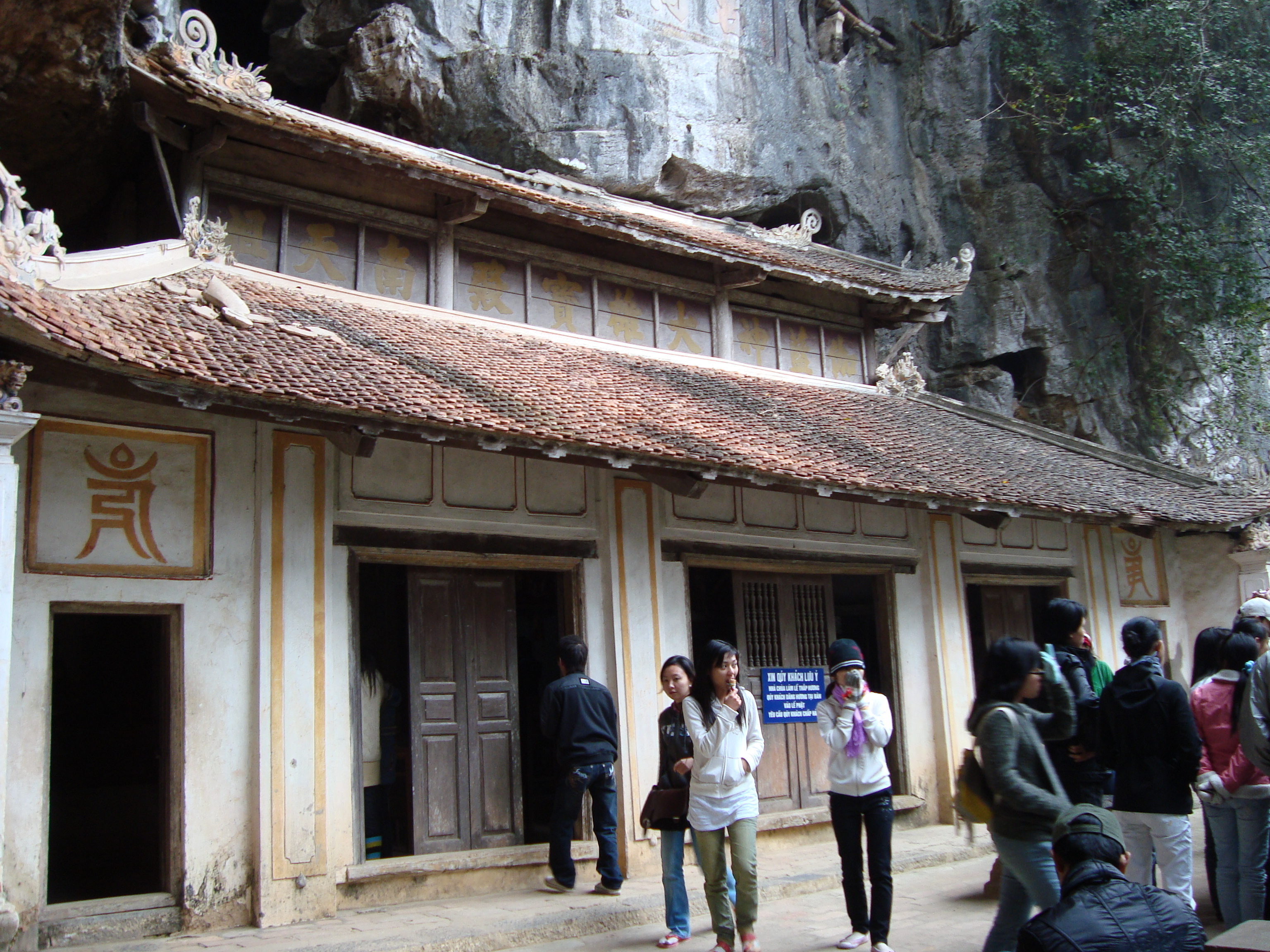
Chùa Bích Động
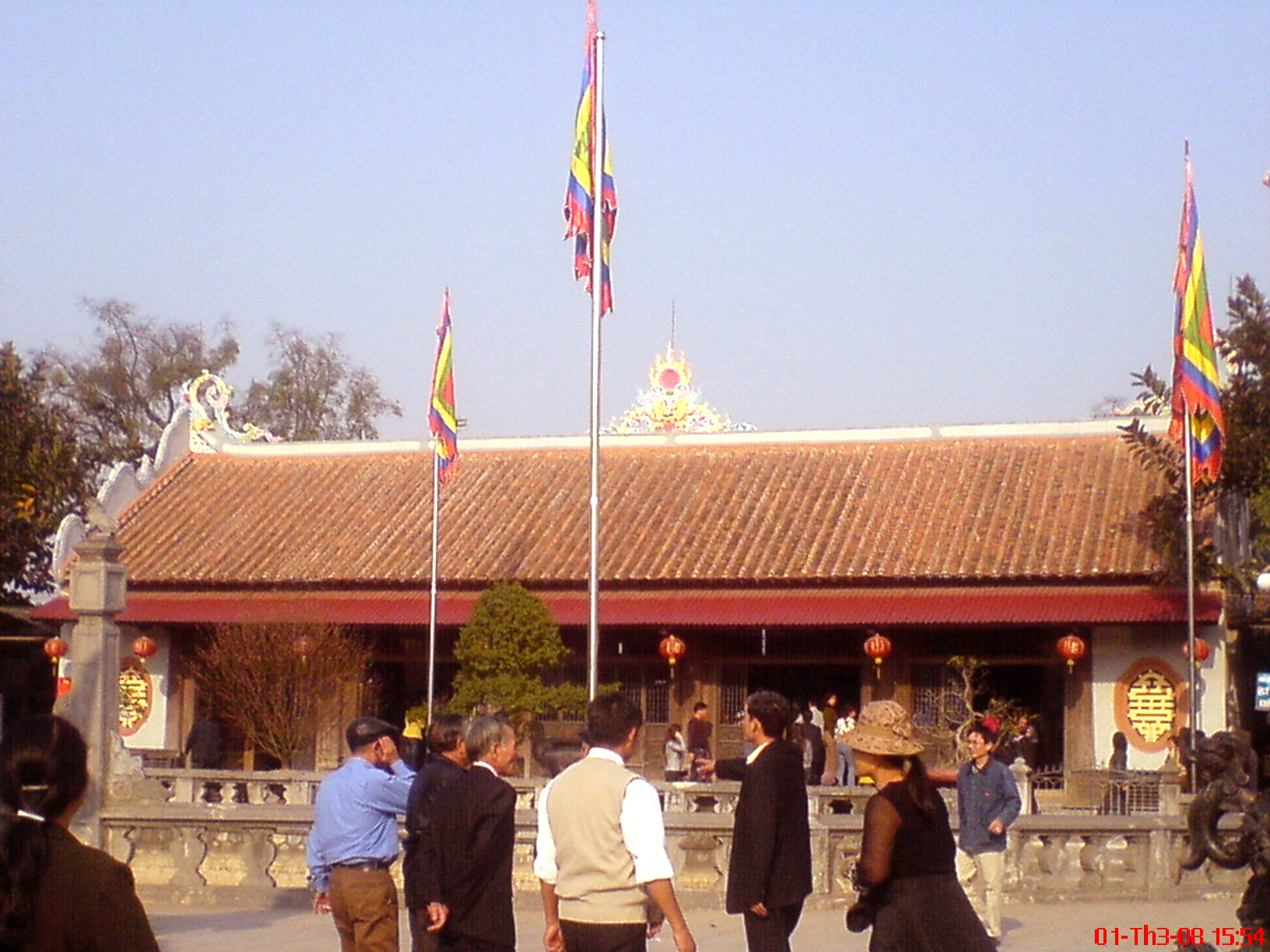
Phủ Dầy
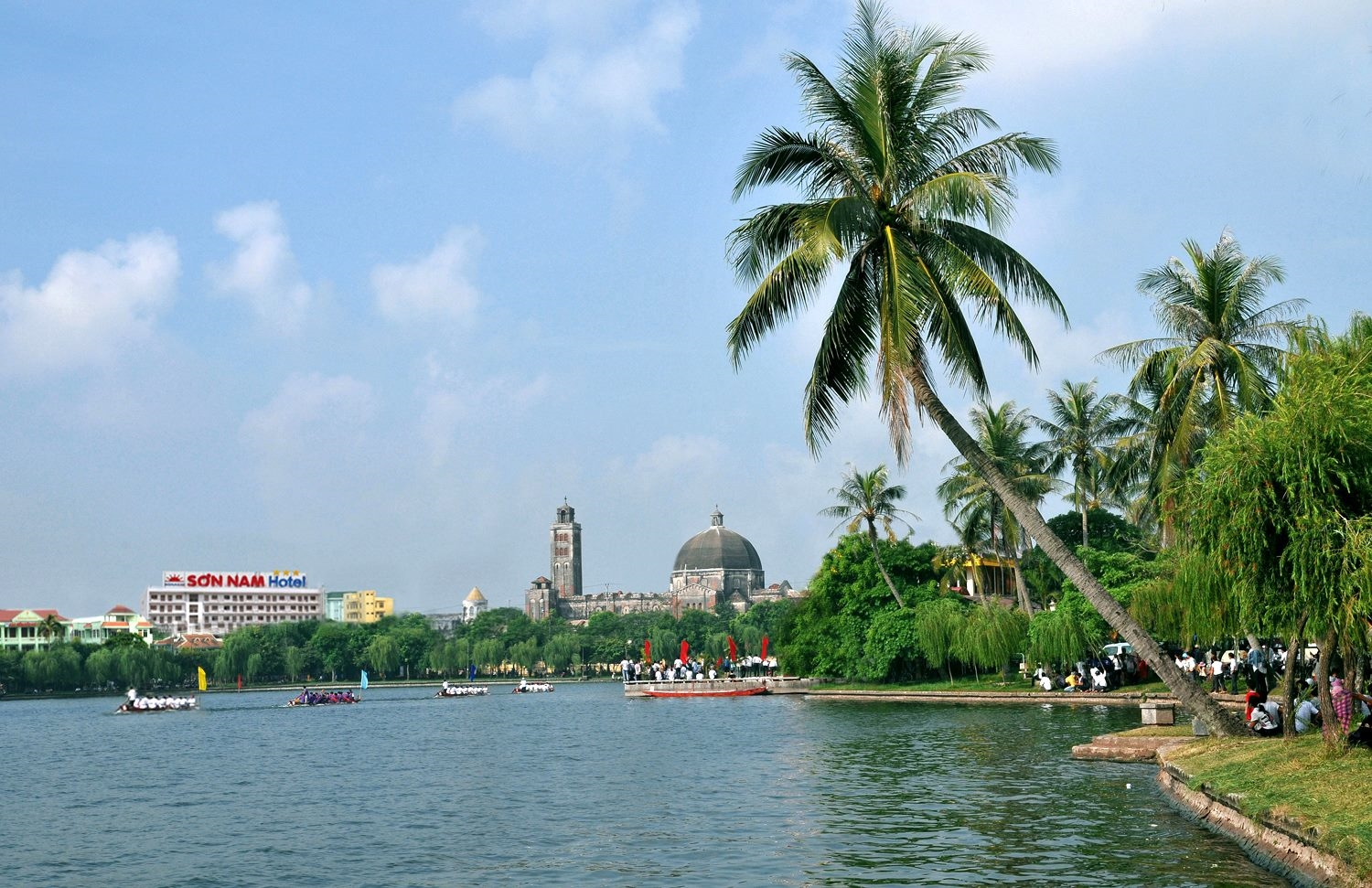
Hồ Vị Xuyên
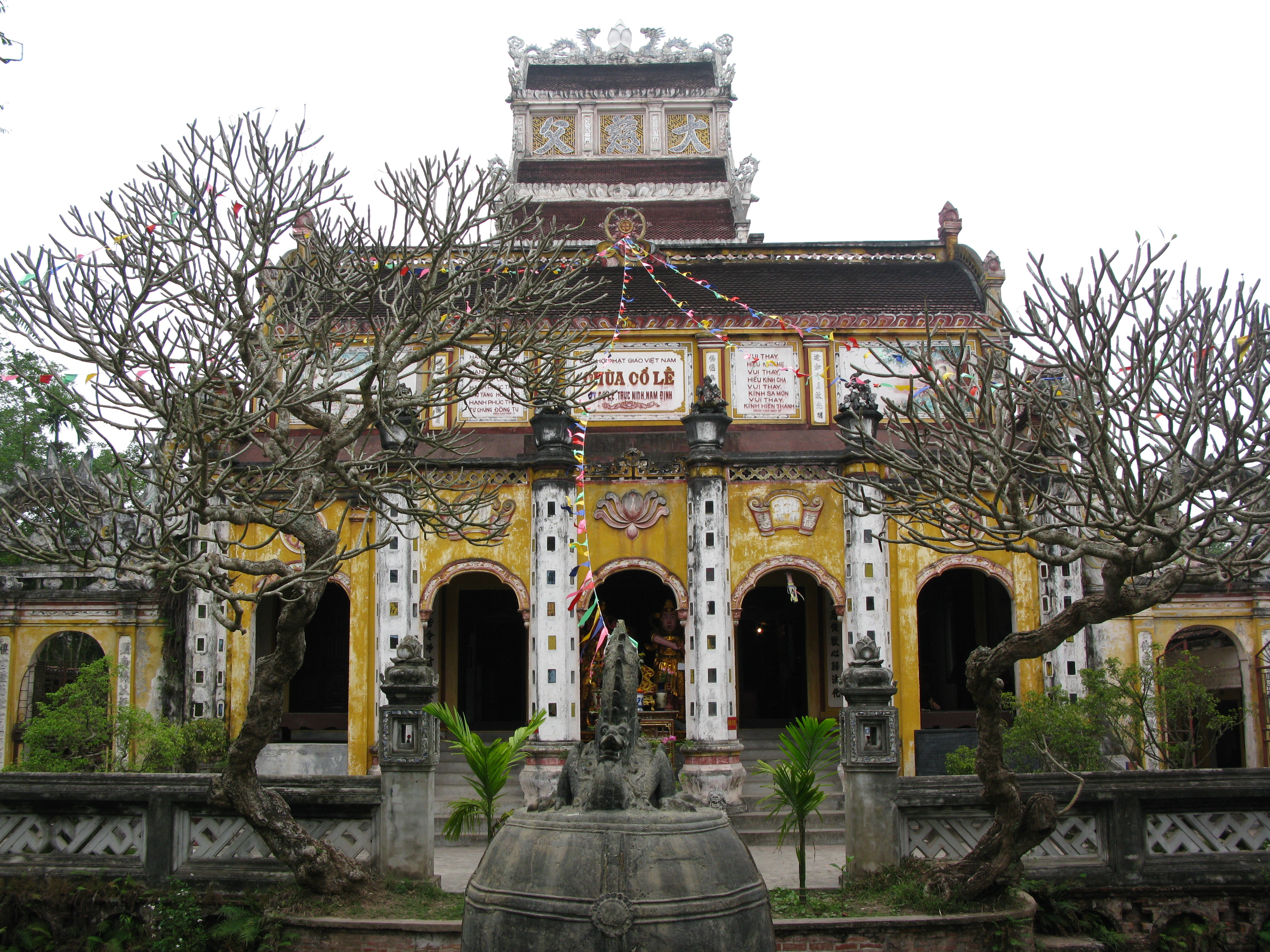
Chùa Cổ Lễ
Chùa Phổ Minh
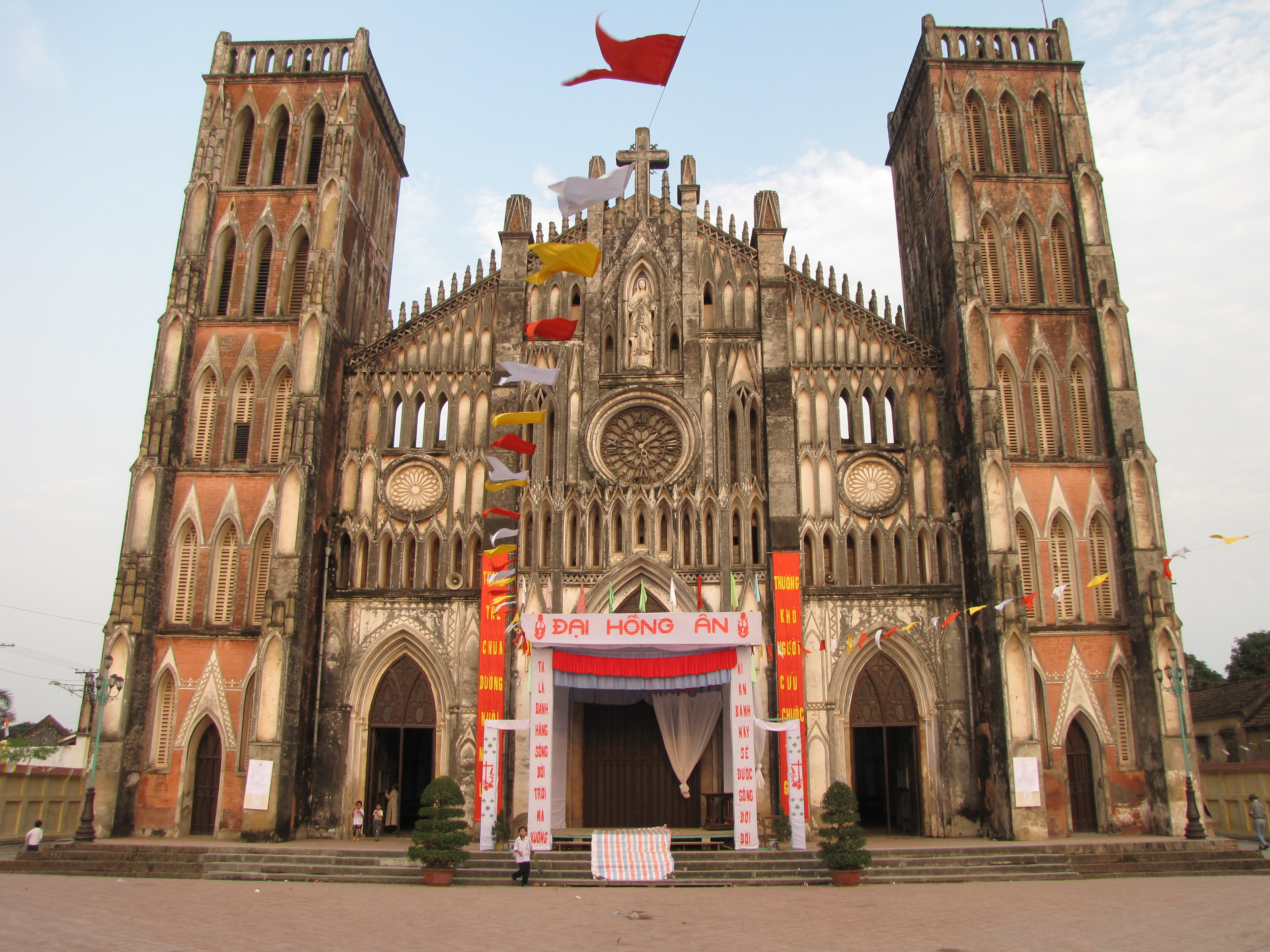
Vương cung thánh đường Sở Kiện